# Skærmelm
Skærmelm (Ulmus laevis), også skrevet Skærm-Elm, er et op til 25 meter højt træ, der i Danmark vokser meget sjældent i f.eks. skovsumpe.

## Beskrivelse
Skærmelm er et stort, løvfældende træ med en åben og uregelmæssig kronebygning. Træet har en udpræget tendens til at danne "brætrødder" ved rodhalsen. Grenene er buede med talrige vanrisknuder. Barken er først behåret og rødbrun, men snart olivenbrun på lyssiden og gulgrøn på skygggesiden. Senere bliver den lyst gråbrun. Gamle grene og stammen får efterhånden en svagt furet bark med brede, regelmæssige kamme. Knopperne er spredtstillede, spidse og orangebrune.
Bladene er ægformede til rundagtige med stærkt asymmetrisk bladgrund og dobbelt savtakket rand. Oversiden er mørkegrøn og en smule blank, mens undersiden er lysegrøn med bløde, grålige hår. Høstfarven er gul. Blomstringen foregår før løvspring, dvs. i april. Blomsterne er samlet i kortstilkede bundter, og hver enkelt blomst er uregelmæssig (den mangler kronblade) med mange støvdragere. Frugterne er vingede nødder (kaldet "manna").
Rodnettet er dybtgående med kraftige hovedrødder. Derfra skyder der udløbere og rodskud i vejret.
Højde x bredde og årlig tilvækst: 25 x 20 m (40 x 30 cm/år).

## Voksested
Skærmelm er udbredt i Mellem- og Østeuropa, hvor den findes i floddale med fugtig til våd (ofte oversvømmet) og næringsrig jord.
I Danmark er den meget sjælden i løvskov og skovsumpe i det østlige Lolland og vestlige Falster.
I naturreservatet Vrapač, som hører under beskyttelsesområdet Litovelské Pomoraví i det øvre Mähren, Tjekkiet, fandtes arten indtil Middelalderen sammen med bl.a. ask, avnbøg, hassel, alm. hvidtjørn, alm. hyld, pære, rød kornel, småbladet elm, småbladet lind, spidsløn, stilkeg, storbladet lind og vintereg
| Portal | Portal:Botanik |